# Piercia artifex
Piercia artifex är en fjärilsart som beskrevs av Louis Beethoven Prout. Piercia artifex ingår i släktet Piercia och familjen mätare. Inga underarter finns listade i Catalogue of Life.